# Légende (album d'Alan Stivell)
Pour les articles homonymes, voir Légende (homonymie).
Albums de Alan Stivell
Terre des vivants : Bed an dud vew
(1981) Harpes du Nouvel Âge
(1985)
Singles
1. Azenor
Sortie : 1983

Légende (Legend en anglais et Mojenn en breton) est le quatorzième album original d'Alan Stivell et son onzième album studio, paru en 1983. Il est réédité en 1983 et 1989 puis en CD en 1994 par Disques Dreyfus. La première partie a servi en tant que musique de film, avec un ensemble qui propose de s’évader dans la mythologie celtique et bretonne à travers de nombreux titres oniriques.

## Démarche artistique
« [...] Le Livre des Conquêtes décrit l'Histoire mythologique des origines de l'Irlande. Quatre invasions y précèdent celle des Celtes Gaëls, la dernière étant celle des Tuatha dé Danann. Ces êtres sont-ils imagination ? Sont-ils le souvenir d'un passé ou d'un futur lointain ? Sont-ils esprits surnaturels venant de l'Au-delà, est-ce une civilisation extra-terrestre ? Viennent-ils d'un autre Espace-temps, ce qui pourrait répondre à toutes ces questions ? Ma musique tente d'exprimer ces questions dans l'ambiguïté qu'elles ont dans les textes et, comme ces textes, elle n'y répond pas vraiment, même si mon goût pour la science-fiction (plus vieux, ce qui n'est pas peu dire, que ma passion pour la Civilisation celtique) peut lui donner parfois des couleurs de voyage dans l'Espace. Je ne cherche pas à démontrer, comme l'a fait Coarer-Kalondan, que les T.D.D. venaient de Cassiopée, je me contente de prendre des tableaux qui me font le plus rêver, quitte à laisser de côté les batailles innumérables qui font le gros de cette littérature et même évoquer des textes à jamais perdus. »
— Alan Stivell, texte de la Face B du disque
L'essentiel de la première face du LP original (soit 14 minutes sur 20) constitue la bande originale composée pour le film Si j'avais 1000 ans réalisé par Monique Enckell. Une musique évanescente et mystique pour soutenir l’intensité des images tournées pour la majorité en Bretagne, entièrement composée par Alan Stivell, avec des thèmes qui puisent pour certains leur source dans l'ouvrage majeur breton, le Barzaz Breiz. C'est la légende d'Azenor qui incita Monique Enckell à réaliser le film et à solliciter l'artiste pour en composer la BO. Le reste de la première face (6 minutes) se compose d'une danse et d'un poème irlandais arrangés (celui-ci est chanté en gaélique du haut Moyen Âge) et la seconde face (21:43) propose de nouveaux titres inspirés de la mythologie irlandaise, en présentant l’arrivée des Tuatha Dé Danann, le peuple mythique d’Irlande. La seconde partie est une « idée » de film, un projet qu'il mène avec le scénariste Christopher Gore afin de démarcher Hollywood.

## Parutions et réception
Le label AZ publie le 33 tours en 1983. Dreyfus le ressort remastérisé en CD en 1994, avec seulement le titre en français. En 2007, une nouvelle édition est distribuée par Harmonia Mundi, sous le nom anglais Legend, dans la collection éditée par Keltia III.
Le 14 avril 1984, Alan Stivell est invité à l'émission Champs-Élysées sur Antenne 2, durant laquelle il interprète sa nouvelle chanson Imramm Brain.
Dans Folk Harp Journal, Patrice J. Cardenas commence son papier en anglais par : « Cet album par un artiste de talent de longue date est un vrai petit bijou. C'est facilement un des meilleurs enregistrements que j'ai entendus depuis un certain temps. C’est aussi une bande sonore pour un film par Monique Enckell, bien que les images mentales évoquées par la musique elle-même soient assez fortes pour être seule. ». Le site anglais NAPRA ReView considère que Legende n'est pas du traditionnel celtique car « le révolutionnaire Stivell puise sa musique dans les profondeurs de l'émotion et de la magie à la fois antique et futuriste ».

## Caractéristiques artistiques

### Analyse musicale
Les simples mélodies de harpe, limpides et oniriques, se suffisent pour emmener l’auditeur sur les terres de l’Irlande mythologique. Le chanteur-harpiste s'impose, plus que sur les autres albums, en multi-instrumentiste doué, qui n'hésite pas à jouer d'un orgue à bouche indonésien pour raconter les dieux et tribus Celtes en Irlande et ouvrir ainsi cette mythologie à toutes les cultures. Les sons sont assez froids, mais collent avec l'atmosphère moyenâgeuse, une volonté de Stivell de se rapprocher le plus possible des fondements de la culture celtique.

### Description des morceaux
Tour an Arvor (« La tour d'Armor »)Cette chanson, qui s'ouvre sur le carillon des cloches, provient du Barzaz Breiz, ainsi que les deux mélodies. Le texte évoque la légende d'Azenor, fille du seigneur de Brest qui épousa vers 537 un comte de la région mais qui fut accusée d'adultère par sa belle-mère et enfermée dans la tour du château : « Qui d'entre vous - gens de mer - a vu, en haut de la tour qui s'élève au bord du rivage, en haut de la tour ronde du château d'Armor, Madame Azenor agenouillée ? » La harpe et la flûte accompagnent la voix d'Alan Stivell et ses réverbérations soulignant l'aspect légendaire du propos.
Marc'heien (« Chevaliers »)L'instrumental annonce de ses percussions et du son appuyé de la guitare électrique ou des instruments traditionnels le mystère angoissant qui se profile.
Barn (« Condamnation »)Chanson qui intensifie cette impression de malaise fantastique, avec sa mélodie répétitive, les sons et les notes étranges ainsi que la voix flottante d'Alan Stivell, malgré la courte rupture du milieu de la composition. Dans le film, il est question d'une île bretonne frappée depuis mille ans par une malédiction, depuis que les pêcheurs refusèrent de livrer une jeune femme enceinte « condamnée à mourir par le feu et par l’eau ».
AzenorUne autre mélodie – dont Stivell dit avoir envisagé l'interprétation comme « une chanson bluesy de juke-box »  – où dominent la voix, le clavier et la batterie, inspiré par la version du Barzaz Breiz (Tour an Arvor) ; le chanteur montre la jeune princesse Azenor marchant vers le bûcher (« Tous sanglotaient, grands et petits, sur son passage »). La suite de la légende dit que quand on apprit qu'elle était enceinte, elle échappa au bûcher mais fut enfermée dans un tonneau qui vogua cinq mois jusqu'en Irlande. Son fils Budoc est d'ailleurs le saint patron des marins en Bretagne. 

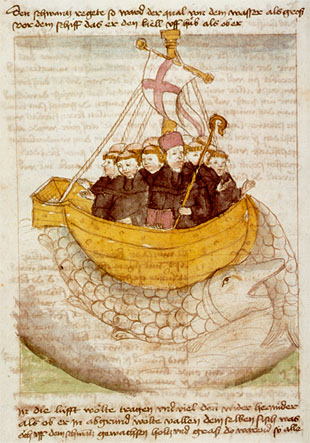
Saint Brandan selon une gravure du XV.

Sawen (nom ancien pour Gouel ar sent, « La Toussaint »)Une reprise et une fusion instrumentale de Marc'heien et de Barn qui accroît sensiblement la notion de malaise. En effet, dans le film, c'est à ce moment que des chevaliers médiévaux reviennent visiter les vivants de l'île maudite. La période de transition entre deux saisons du calendrier des Celtes est célébrée par la grande fête religieuse préchrétienne Samhàin (simplifié en Sawenn) avec une conception de l'Autre Monde et la survie de l'âme.
Tour an Arvor BReprise du thème, simplement interprété à la harpe durant une minute, pour achever l'ensemble composé pour le film.
Eireog Shineidin (Yarig Chanedig en breton)Reel inspiré par Jenny's Chicken, où dominent la harpe et la flûte. C'est comme une petite pause entre deux voyages.
Immram Brain (« Le voyage de Bran »)Chanson qui ferme la première face, avec cette précision à l'intérieur du disque : « Poème mythologique irlandais d'il y a 1 000 ans, christianisé plus tard sous le nom de Voyage ou navigation de Saint Brandan. Musique A. Stivell », et avec un remerciement à Eamon O Ciosain « pour sa traduction, son aide indispensable pour la prononciation de l'irlandais du haut Moyen Âge et ses explications sur les thèmes mythologiques gaéliques ainsi qu'à Pierre-Yves Lambert pour ses documents recherchés ». La harpe et les percussions, la voix de Stivell qui chante et se répond, accompagnent cette autre histoire de navigation mythologique, celle de Bran Mac Febail, attiré vers la Terre des pommiers (ou de l'éternité) : « Charmant pays, qui dure éternellement / Où les fleurs pleuvent. » Sur la mer, il est accueilli par un chant de Manannan Mac Lir, le dieu souverain du Sidh ; mais les îles qu'il visite offrent un bonheur trompeur et il est condamné à un voyage sans fin, hors du monde des hommes.
Les Peuples Dieux de DanuPremier titre de la troisième suite musicale intitulée Teacht na d'Tuatha dé (« La venue des peuples-dieux »). Il présente les dieux Tuatha Dé Danann, ces êtres voués à la Déesse-mère Danu (Dana, Anu, Anna...). La musique commence par des bruits d'orage qui illustrent leurs péripéties. Une litanie chantée par Alan Stivell semble dire la victoire sur les êtres du chaos : « ils sont arrivés sur des nuages sombres […] Ils ont fait tomber des pluies magiques, ont battu Balor, le titan des Fomoires qui lance un rayon brûlant ». Elle s'achève dans un chant de cornemuse ponctué de cris d'oiseaux-flûtes qu'affectionne le musicien. Elle sonne très asiatique notamment du fait qu'il joue d'un orgue à bouche indonésien.

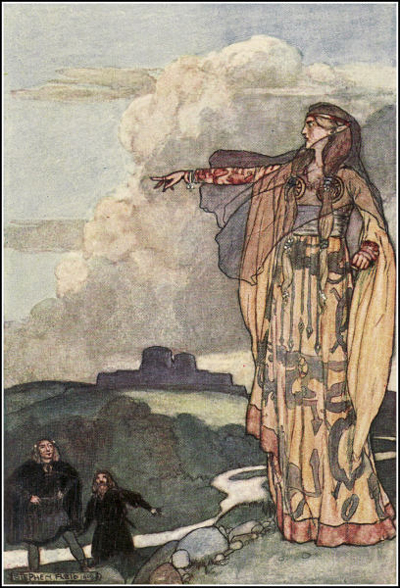
Morrigan, unie au dieu des musiciens Dagda par la harpe

Dagda & MorriganC'est l'union du druide-roi à la druidesse-guerrière après leur rencontre près d'une rivière du Connacht au moment de la fête de Samain (La Toussaint). La harpe et la flûte évoquent cet amour extraordinaire : Morrigan promettant à son amant de tuer Indech, le roi des Fomoires, et de lui apporter les « rognons » du roi tué.
EriùChanson inspirée du poète irlandais des XVIIe et XVIIIe siècles, Aogán Ó Rathaille (en). Dans son poème Gile na Gile, celui-ci évoque l'Irlande comme une belle et mystérieuse jeune femme qui conduit le narrateur vers un « sigh » (lieu magique) jusqu'à « un palais étrange construit par magie druidique ». Ici encore, la harpe celtique et la flûte s'entremêlent pour chanter ce moment éphémère onirique. Le poète Seamus Heaney, Prix Nobel de littérature, et Liam O'Flynn, ont eux aussi donné leur version de Gile na Gile dans l'album The Poet and the Piper en 2003.
Sa charn (« Dans le tertre »)Alan Stivell propose sa vision du palais de cristal (An Lìos gloine) où le couple fait l'amour et la fête (« Il lui semblait être resté une nuit, une année pourtant s'était écoulée » est-il écrit dans le disque). La harpe, le synthé, la douceur des percussions, disent alors le frôlement des corps, avant de passer au festin (An Lith) où s'échangent « victuailles, musique, danses » dans l'allégresse rythmée des instruments, notamment de la flûte, mais aussi de la voix d'Alan Stivell et de la choriste.
Aisling Aengusa (« Le Songe d'Angus »)Alan Stivell conte l'histoire d'Angus, fils du Dagda hanté par son amour pour Caer Ibormaith. Après être parti à sa recherche, il la trouve transformée en cygne sur le lac parmi cent-cinquante autres cygnes lors de la fête de Samain. « Angus demande à Caer d'être sa compagne ; elle y consent, il est changé en cygne et ils s'envolent ». La harpe et la voix de Stivell (comme une romance sans paroles), doucement accompagnées par les vents et les clochettes, évoquent cet amour et cet envol.
Comflaithius (« Le Pacte »)Alan Stivell dit le partage de l'Irlande entre les Gaëls qui habiteront sur la terre et les Tuatha dé Danann qui peupleront les espaces souterrains et se dispersent dans les sidhs (« on dit que l'ensemble des sidh fait partie de Tir Tairngire, la terre promise) ; pour Stivell, « en termes modernes, les sidhs sont des sas pour un autre espace-temps ». Ce compromis optimiste est mis en musique avec la flûte, la harpe, des percussions et une étrange boîte à rythmes.
Dar noi tonna (ou Taobh thall de naoi dtonn en gaélique, « Au-delà des neuf vagues »)Le cycle s'achève mystérieusement avec les flûtes, la harpe, le bodhràn, la voix, puis une sorte de sifflet-souffle faisant la transition avec les nappes de synthé, pour dire comme une disparition dans l'espace ou le temps.

### Pochette et disque

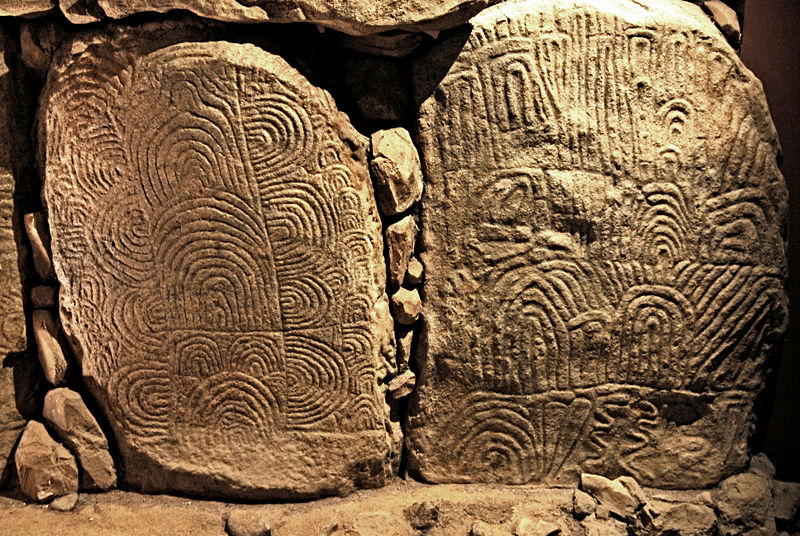
La pochette de la réédition représente dans l'espace une harpe et à droite une pierre du Cairn de Gavrinis.

La pochette propose une harpe électrique étincelante avec un flou de mouvement, comme une comète ou un vaisseau spatial dans l'espace. La typographie des A d'« Alan » ressemble à un delta. Le titre est écrit en trois langues, avec la même police que certains albums précédents, avec une perspective d'éloignement (ou de rapprochement). Le verso est une photographie d'Alan Stivell par Gérard Le Nerhour qui ressemble à une peinture ancienne (Studio Plaisance).
L'intérieur du disque contient les paroles de la face A et des explications pour la face B. Le CD Dreyfus reprend la harpe en mouvement mais située dans une galaxie avec des planètes et deux astres en haut, d'une couleur chaude à gauche et froide à droite (bleu). La réédition en 2007 est plus proche de la pochette d'origine mais la harpe se place dans les étoiles au-dessus d'un halo lumineux. À droite est présent un détail des motifs du cairn de Gavrinis (dans le golfe du Morbihan), peut être pour situer l'album entre le futurisme et le passé le plus lointain.

## Fiche technique

### Liste des morceaux
Textes tirés de recueils anciens. Musiques d'Alan Stivell (sauf précisé).
|       | Partie I : « Si j'avais 1 000 ans »                                  |                                                            |                                                |      |
| 1.    | Tour an Arvor (A)                                                    | à partir de deux mélodies du Barzaz-Breiz                  | texte du même recueil : La Tour d'Armor        | 2:16 |
| 2.    | Marc'heien (Chevaliers)                                              |                                                            |                                                | 2:58 |
| 3.    | Barn (Condamnation)                                                  |                                                            |                                                | 3:44 |
| 4.    | Azenor                                                               | mélodie d'Alan Stivell inspiré par Tour an Arvor           |                                                | 2:31 |
| 5.    | Sawen (nom ancien pour Gouel ar sent, la Toussaint)                  |                                                            | reprise et fusion de Marc'heien et Barn        | 2:06 |
| 6.    | Tour an Arvor (B)                                                    | thème harpe solo                                           |                                                | 1:09 |
|       | Partie II                                                            |                                                            |                                                |      |
| 7.    | Eireog Shineidin (Yarig Chanedig en breton)                          |                                                            | Jenny’s Chicken Reel / arr. A. Stivell         | 1:47 |
| 8.    | Immram Brain (Le Voyage de Bran)                                     |                                                            | poème mythologique irlandais d'il y a 1000 ans | 4:15 |
|       | Partie III : La Venue des peuples « dieux » (Teacht na dtuatha dé)   |                                                            |                                                |      |
| 9.    | Les Peuples "dieux" de Danu (Tuatha dé Danann)                       |                                                            |                                                | 3:53 |
| 10.   | Dagda & Morrigan                                                     |                                                            |                                                | 3:33 |
| 11.   | Eriù                                                                 |                                                            | poème Gile na Gile                             | 1:50 |
| 12.   | Sa charn (Dans le tertre)                                            | An Lìos gloine (Le palais de cristal), An Lith (Le festin) |                                                | 2:56 |
| 13.   | Aisling Aengusa (Le Songe d'Angus)                                   |                                                            |                                                | 4:33 |
| 14.   | Comflaithius (Le Pacte)                                              |                                                            |                                                | 2:29 |
| 15.   | Au delà des 9 vagues : « Dar noi tonna » (Taobh thall de naoi dtonn) |                                                            |                                                | 2:36 |
| 42:25 |                                                                      |                                                            |                                                |      |

### Crédits

#### Équipe artistique

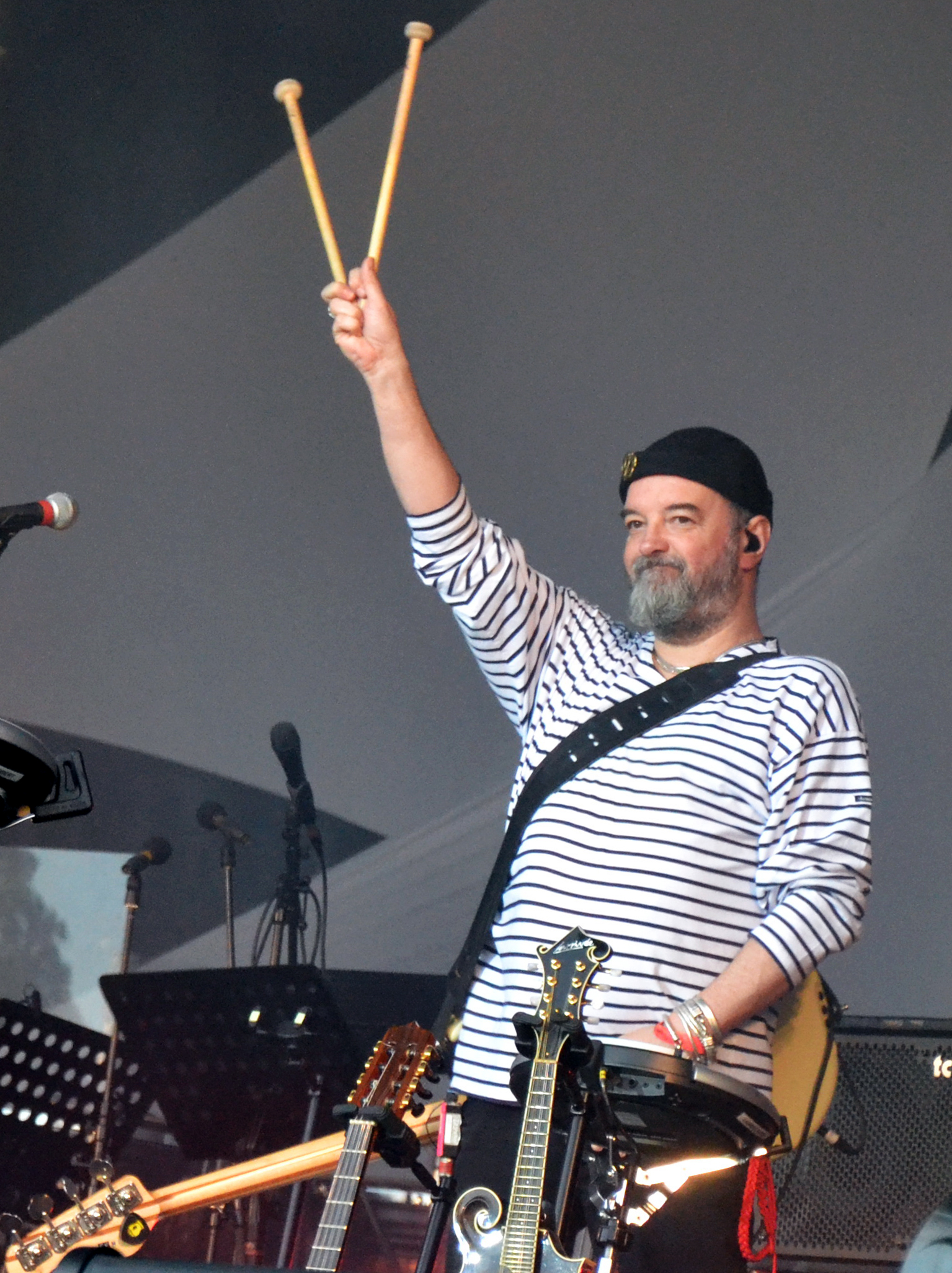
Laurent Cokelaere en 2012

- Alan Stivell : chant, harpes, cornemuse, bombarde, flûtes (irlandaises, de pan, d'Inde, berbère, à bec), percussions, claviers, practice-chanter, orgue à bouche indonésien
- Xavier Eskabasse : batterie-synthé "Linn", son, mix
- Vidya Bataju : chœurs (9)
- Bernard Coutelan : guitares (2, 3, 4, 5), percussions et crotales (7)
- Laurent Cokelaere : basse (4)
- Christian Gentet : contrebasse (3, 5)
- Mickael Clec'h : flûte traversière irlandaise (3, 5, 7), bodhran (7, 15)

#### Équipe technique
- Production : Alan Stivell (pour Keltia III) et Disc'AZ
- Arrangements et réalisation artistique : Alan Stivell
- Enregistrement et mixage : Xavier Eskabasse (Studios Damien, Paris)
- Gravure : Christian Orsini (Translab)
- Pochette : A. Stivell
- Photo verso : Gérard Le Nerhour (Studio Plaisance)